# Продольно-полосатая пеламида
Продольно-полосатая пеламида (лат. Scomberomorus lineolatus) — вид рыб семейства скумбриевых. Обитают в тропических водах Индийского и центрально-западной части Тихого океана между 24° с. ш. и 11° ю. ш. и между 70° в. д. и 115° в. д. Океанодромные рыбы, встречаются на глубине до 100 м. Максимальная длина тела 98 см. Ценная промысловая рыба.

## Ареал
Продольно-полосатая пеламида обитает в Индо-Тихоокеанской области от Сиамского залива и Явы до побережья Бомбея, Индия. Эти эпипелагические неретические рыбы держатся на глубине до 100 м. В отличие от пятнистой пеламиды не заходят в солоноватые и мутные воды.

## Описание
У продольно-полосатых пеламид удлинённое веретеновидное тело, тонкий хвостовой стебель с простым килем. Зубы ножевидной формы. Голова короткая. Длина рыла короче оставшейся длины головы. Имеются сошниковые и нёбные зубы. Верхнечелюстная кость не спрятана под предглазничную. 2 спинных плавника разделены небольшим промежутком. Боковая линия не волнистая, без ответвлений, слегка изгибается позади второго спинного плавника. Брюшные плавники маленькие. Брюшной межплавниковый отросток маленький и раздвоенный. Зубы на языке отсутствуют. Тело покрыто мелкой чешуёй. Количество жаберных тычинок на первой жаберной дуге 7—13 (в среднем 8—10). Позвонков 44—46. В первом спинном плавнике 15—18 колючих лучей, во втором спинном 15—19 и в анальном плавнике 17—22 мягких луча. Позади второго спинного и анального плавников пролегает ряд из 7—10 более мелких плавничков, помогающих избегать образования водоворотов при быстром движении. Грудные плавники покрыты чешуёй и образованы 20—24 лучами. Хвостовой стебель широкий. Плавательный пузырь отсутствует. Спина сине-стального цвета. Бока серебристые, покрыты короткими и узкими продольными полосками чёрного цвета. Передняя половина первого спинного плавника чёрная, в задняя белая. Максимальная зарегистрированная длина 98 см.

## Биология
Пелагическая стайная рыба, держится в основном в прибрежных водах.
У южного побережья Индии нерест происходит осенью, в октябре, а в Сиамском заливе зимой. Продольно-полосатая питается в основном мелкими пелагическими рыбами. Наиболее активно кормится около 19 часами и между 5 и 7 утра.

## Взаимодействие с человеком
Ценная промысловая рыба. Промысел ведётся жаберными сетями и удебными средствами. Продольно-полосатая пеламида поступает на рынок в свежем и вяленом виде. В Таиланде из мяса этих рыб готовят пикантные рыбные фрикадельки. Международный союз охраны природы присвоил виду охранный статус «Вызывающий наименьшие опасения».